# HardBall!
HardBall! is een videospel dat werd ontwikkeld en uitgegeven door Accolade. Het sportspel gaat over honkbal en werd uitgebracht in 1985 voor verschillende homecomputers. 

## Platforms
| Jaar | Platform                              |
| ---- | ------------------------------------- |
| 1985 | Apple II, Atari 8-bit, Commodore 64   |
| 1986 | Amstrad CPC, Macintosh, ZX Spectrum   |
| 1987 | Amiga, Apple IIgs, Atari ST, DOS, MSX |
| 1991 | Sega Mega Drive                       |

## Ontvangst
| Beoordeeld door                 | Platform        | Datum           | Score |
| ------------------------------- | --------------- | --------------- | ----- |
| ASM (Aktueller Software Markt)  | Commodore 64    | april 1986      | 100%  |
| Mean Machines                   | Sega Mega Drive | juni 1991       | 80%   |
| Electronic Gaming Monthly (EGM) | Sega Mega Drive | augustus 1991   | 70%   |
| The Games Machine (GB)          | Amiga           | oktober 1987    | 69%   |
| Power Play                      | Sega Mega Drive | oktober 1991    | 68%   |
| Commodore User                  | Amiga           | oktober 1987    | 60%   |
| All Game Guide                  | Commodore 64    | 1998            | 60%   |
| Tilt                            | ZX Spectrum     | maart 1987      | 60%   |
| The Video Game Critic           | Atari 8-bit     | 4 november 2006 | 50%   |
| Sega-16.com                     | Sega Mega Drive | 5 augustus 2013 | 30%   |